# Prisencolinensinainciusol
«Prisencolinensinainciusol» («Прізенколіненсінайнчузол») — пісня італійського співака і кіноактора Адріано Челентано 1972 року, яку склав та виконав він сам, а також його дружина, Клаудія Морі.

## Історія
Пісня «Prisencolinensinainciusol» вийшла 3 листопада 1972 року, вона стала однією з найвідоміших композицій у творчості Адріано Челентано. Пісня спочатку вийшла в Італії як сингл на платівках у 45 обертів з композицією «Disc Jockey» на стороні «Б», які були продані у кількості 260 тисяч копій. Також пісня випускалася в США, Швеції, Великій Британії, Німеччині, Австрії, Лівані, Франції, Нідерландах та Іспанії. Потім вона увійшла до альбому «Nostalrock» 1973 року. 
Спочатку пісню використовували як музичну тему у радіопередачі «Gran varietà» і вона не потрапила до чартів Італії, попри її успіх в інших країнах: в Бельгії вона посіла 4 позицію, в Нідерландах — 5, у Франції — 6 і 46 в Німеччині. Незвичайним стало потрапляння пісні на 70 позицію в чарті США — що було рідкістю для італійських співаків, при тому що Челентано про це не знав. Через два роки Челентано представив пісню на телебаченні: у передачі «Formula Due» співак в образі вчителя виконував її своїм учням, і у програмі «Milleluci», де Адріано разом зі співачкою Раффаеллою Каррою та балетом каналу Rai 1, співаючи, виконували синхронний із музикою танець. Після цих передач пісня стала популярною в Італії і посіла 5 позицію в чарті 1974 року.
Назва та сам текст композиції складені з безглуздих слів, які нічого не означають і нагадують суміш англійської та італійської мов (згодом ці словозвороти критики стали називати «челентанесками» (іт. «celentanesca»)). Така складова пісні символізувала некомунікабельність, роз'єднаність між деякими сучасними людьми, які не можуть зрозуміти один одного.
Пісня стала революційною на той час, тому що вона виконується у стилі, подібному до сучасного репу — ритмічного речитативу, що можна вважати одним із перших реп-експериментів (реп виник у США тільки на початку 1980-х років), що згодом дало привід Челентано називати себе «батьком репу». У грудні 2009 року «Prisencolinensinainciusol» знову помітили у США завдяки канадському письменнику і блогеру Корі Докторову, який був у захваті від неї, назвавши її у своєму блогу «Boing Boing» попередницею репу, а самого Челентано «легендою, піонером музичної інновації», композиція стала відомою як інтернет-мем.
| «"Prisencolinesinanciusol" — це перший реп у світі. Я не боюся бути спростованим. Американські репери з'явилися десять років потому. Коли я його писав, мені хотілося спілкуватися - роз'єднаність вибивала людей з колії. І я начебто повстав проти цього. Шукав такий спосіб виконати його, який був би між співом і промовою, але з інтенсивною основною ритмікою. Такою, що майже не змовкає. І так народився реп: „підготував у студії звукозапису "цикл", який весь час повторював один і той самий музичний і ритмічний пасаж, і почав наспівувати. Придумуючи жаргон, який для мене став бунтом проти умовностей. І музичних теж. Точно так, як я роблю сьогодні“» — Адріано Челентано [10] |
У 1994 році був записаний римейк цієї пісні — «Il seme del rap», який увійшов до альбому «Quel Punto».
У 1995 році до пісні і її римейку «Il seme del rap» були створені ремікси, які увійшли до альбому Челентано «Alla corte del remix». До створення реміксів були залучені такі виконавці як італійський гурт «Alex Party» і американський співак Скетмен Джон.
У 1999 році пісня виконував Челентано у тріо з Ману Чао і П'єро Пелу на телешоу «Francamente me ne infischio».
Пісня увійшла до таких збірників Челентано, як «Super Best» (1992),  «Unicamente Celentano» (2006), «L'animale» (2008) і «…Adriano» (2013), а також до альбому «Adrian» (2019).  
У 2008 році італійський композитор Bugo зробив римейк пісні, який виконував протягом свого концертного турне.
У 2012 році пісню виконували на сольному концерті Челентано «Rock Economy» і вона увійшла до концертного альбому «Adriano Live».
У 2014 році пісню обрала компанія Microsoft як саундтрек до промо-відео відеоігри Forza Horizon 2
У 2016 році був записаний ще один римейк композиції «Prisencolinensinainciusol», який увійшов до альбому «Le migliori», нове аранжування до неї створив італійський диск-жокей Бенні Бенассі. У деяких частинах цього римейку, крім Челентано, співала італійська співачка Міна. Також у 2016 році режисер Гаетано Морбіолі в Мілані зняв відеокліп до пісні. У головних ролях знялися танцюрист Роберто Болле і Челентано.

## Чарти
| Країна     | Чарт                   | Позиція |
| ---------- | ---------------------- | ------- |
| Бельгія    | (Ultratop 50 Flanders) | 4       |
| Нідерланди | (Mega Single Top 100)  | 5       |
| Німеччина  | (Media Control AG)     | 46      |
| Франція    | (SNEP)                 | 6       |

## Видання
| Назва                                                                        | Лейбл                              | Маркування       | Країна          | Рік      |
| ---------------------------------------------------------------------------- | ---------------------------------- | ---------------- | --------------- | -------- |
| Prisencólinensináinciúsol/Disc Jockey (7")                                   | Clan Celentano                     | BF 70026         | Італія          | 1972     |
| Prisencolinensinainciusol/Disc Jockey (7", Promo)                            | Columbia                           | 4-45989          | США             | 1972     |
| Prisencólinensináinciúsol/Disc Jockey (7", Jukebox)                          | Clan Celentano                     | jb bf 70026      | Італія          | 1972     |
| Prisencólinensináinciúsol/Disc Jockey (7", Single)                           | Epic                               | EPC S 1886       | Швеція          | 1972     |
| Prisencólinensináinciúsol/Disc Jockey (7", Single, Promo, Mono)              | Clan Celentano                     | BF 70026         | Італія          | 1972     |
| The Language Of Love (Prisencol...)/Disc Jockey (7", Single, Sol)            | Epic                               | S EPC 1886       | Велика Британія | 1972     |
| Prisencolinensinainciusol/Disc Jockey (7", Single)                           | Ariola                             | 12 471 AT        | Німеччина       | 1973     |
| Prisencolinensinainciusol/Disc Jockey (7", Single)                           | Ariola                             | 12 471 AT        | Австрія         | 1973     |
| Prisencolinensinainciusol/Disc Jockey (7", Single)                           | Ariola                             | 12 471 AT        | Австрія         | 1973     |
| Prisencolinensinainciusol/Disc Jockey (7", Single, M/Print)                  | Ariola                             | 12 471 AT        | Німеччина       | 1973     |
| Prisencolinensinainciusol/Disc Jockey (7")                                   | Epic                               | S EPC 1886       | Велика Британія | 1973     |
| Prisencolinensinainciusol/Disc Jockey (7")                                   | SLD                                | 70026            | Ліван           | 1973     |
| Prisencolinensinainciusol/Disc Jockey (7", Promo, Pus)                       | Epic                               | S EPC 1886       | Велика Британія | 1973     |
| Prisencolinensinainciusol/Disc Jockey (7", Pus)                              | Epic                               | S EPC 1886       | Велика Британія | 1973     |
| Prisencolinensinainciusol/Disc Jockey (7", Single)                           | Galloway Records, Galloway Records | 600.102, 600102  | Франція         | 1973     |
| Prisencólinensináinciúsol/Disc Jockey (7", Single)                           | Ariola                             | 12 471 AT        | Нідерланди      | 1973     |
| Prisencólinensináinciúsol/Disc Jockey (7")                                   | Galloway Records, Galloway Records | 600.102, 600102  | Франція         | 1973     |
| Prisencólinensináinciúsol/Disc Jockey (7", Single)                           | Ariola, Ariola                     | 12.471-A, 12471A | Іспанія         | 1973     |
| Prisencólinensináinciúsol/Disc Jockey (7", Single)                           | Galloway Records, Galloway Records | 600.102, 600102  | Франція         | 1973     |
| Prisencólinensináinciúsol/Disc Jockey (7", Single, RP)                       | Ariola, Ariola                     | 12.471-A, 12471A | Іспанія         | 1973     |
| Prisencólinensináinciúsol/Disc Jockey (7", Single, Spe)                      | Ariola, Ariola                     | 12.471-A, 12471A | Іспанія         | 1973     |
| Prisencólinensináinciúsol/Disc Jockey (7", Single, RE)                       | Clan Celentano                     | BF 70026         | Італія          | 1974     |
| The Language Of Love (Prisencol...)/Disc Jockey (7", Promo)                  | Epic                               | S EPC 1886       | Велика Британія | 1975     |
| The Language Of Love (Prisencol...)/Disc Jockey (7", RP)                     | Epic                               | S EPC 1886       | Велика Британія | 1975     |
| The Language Of Love (Prisencol...)/Disc Jockey (7", Single, Promo, RE, Blu) | Epic                               | S EPC 4890       | Велика Британія | 1976     |
| Prisencolinensinainciusol/Tutti Frutti (7")                                  | NEU                                | KAY - 002        | Туреччина       | 1977     |
| Prisencólinensináinciúsol/Tutti Frutti (7", Single)                          | NEU                                | 002              | Туреччина       | 1977     |
| The Language Of Love (Prisencol...)/Disc Jockey (7", Single, RE, Blu)        | Epic                               | S EPC 4890       | Велика Британія | 1977     |
| Prisencolinensinainciusol/Disc Jockey (12")                                  | WEA International Inc.             | не вказано       | Італія          | 1982     |
| Prisencolinensinainciusol/Tutti Frutti (7")                                  | NEU                                | KAY-002          | Туреччина       | невідомо |